# Das Haus aus kleinen Schachteln
Das Haus aus kleinen Schachteln (jap. つみきのいえ, Tsumiki no Ie; auch unter dem französischen Titel La maison en petits cubes bekannt) ist ein japanischer Animations-/Kurzfilm von Kunio Katō aus dem Jahr 2008. Bei der Oscarverleihung 2009 gewann der Film in der Kategorie Bester animierter Kurzfilm.
Der Film spielt in einer Welt, in der der Meeresspiegel stetig ansteigt. Aus diesem Grund sind die Bewohner einer vom Wasser überspülten Stadt gezwungen, ihre Häuser immer wieder um klötzchenförmige Etagen zu erweitern, um im Trockenen zu bleiben. Einem der Bewohner, einem alten Mann, fällt eines Tages seine geliebte Pfeife ins Wasser und er muss mit ansehen, wie sie in die unteren Geschosse seines Hauses hinabsinkt. Ursprünglich auf der Suche nach einer neuen Pfeife, kauft er stattdessen einen Tauchanzug, um nach seiner verloren gegangenen Pfeife tauchen zu können.
Während er in immer tiefere und ältere Geschosse seines Hauses vordringt, durchlebt er im Geist Szenen seines Lebens. Schließlich erreicht er das Erdgeschoss und tritt durch die Haustür nach draußen, wo er von Erinnerungen an seine Jugend überwältigt wird, in der die Stadt noch über dem Meeresspiegel liegt und er seiner Jugendliebe unter einem Baum seine Zuneigung gesteht und das Häuschen baut, in dem er nach so langer Zeit noch immer wohnt, wenn auch viele Etagen höher.

## Auszeichnungen
- Hiroshima-Preis und Publikumspreis beim 12. Hiroshima Kokusai Animation Festival 2008[1][2]
- Großer Preis in der Kategorie Animationsfilm beim 12. Japan Media Arts Festival 2008[3][2]
- Cristal d’Annecy beim Festival d’Animation Annecy[4]
- Bester Film und Sieger in der Kategorie Kindermärchen beim 8. Internationalen Hida Animations-Festival für Märchen und Fabeln (Hida International Animation Festival of Folktales and Fables)[2]
- 2009: Oscar als „bester animierter Kurzfilm“